# The Magnificent Kotobuki
The Magnificent Kotobuki (яп. 荒野のコトブキ飛行隊, досл. «Пустельна ескадрилья Котобукі») — оригінальний японський аніме-серіал 2019 року випуску. На ньому засновані: ранобе, манґа та повнометражний фільм. Режисером серіалу став Цутому Мізушіма.

## Сюжет
У паралельному світі, де відсутні моря, триває війна між бандами повітряних піратів та державним урядом. Головні герої серії — загін «Котобукі» з п'ятьох дівчат, які користуються літаками Nakajima Ki-43.

## Персонажі
Кіріе (яп. キリエ) — пілотка загону.
- Сейю — Судзусіро Саюмі

Емма (яп. エンマ) — подруга дитинства Кіріе.
- Сейю — Юкімура Ері

Кейт (яп. ケイト) — тактик та стратег загону.
- Сейю — Накая Саяка

Реона (яп. レオナ) — голова загону.
- Сейю — Сето Асамі

Зара (яп. ザラ) — друга командувачка загону
- Сейю — Ямамару Хібікі

Чіка (яп. チカ) — наймолодша пілотка загону.
- Сейю — Томіта Мію

## Медіа

### Аніме

#### Список серій
| Номер серії | Назва                         | Дата першої трансляції |
| ----------- | ----------------------------- | ---------------------- |
| 1           | Найманки в місячному сяйві    | 13 січня 2019          |
| 2           | Блукаючя шістка               | 20 січня 2019          |
| 3           | Найдовший день у Рахмі        | 27 січня 2019          |
| 4           | Фортеця Еліти                 | 3 лютого 2019          |
| 5           | Велична Алешма                | 10 лютого 2019         |
| 6           | Нікуди повертатись            | 17 лютого 2019         |
| 7           | Фунт монет для Назорея        | 24 лютого 2019         |
| 8           | Велике пограбування дирижабля | 3 березня 2019         |
| 9           | Малий пройдисвіт              | 10 березня 2019        |
| 10          | Агресивні Бомбери             | 17 березня 2019        |
| 11          | Поєдинок в Ікесці             | 24 березня 2019        |
| 12          | Котобукі на заході сонця      | 31 березня 2019        |